# 朴泰俊
朴泰俊（1927年10月24日—2011年12月13日）是韩国企业家、政治家，2000年曾出任金大中政府国务总理，浦项钢铁和浦项工科大学创始人。朴泰俊和他创建的浦项钢铁将韩国从一个“无铁国家”打造成世界一流的钢铁强国，被誉为“韩国现代工业之父”。2012年，朴泰俊因其对韩国钢铁工业卓越贡献与世界钢铁大王安德鲁·卡内基一起被列入“世界钢铁名人殿堂”。

## 生平
1927年9月29日出生於韩国慶尚南道，並於6歲時隨家族渡日。後就讀早稻田大學理工學部，但因為第二次世界大戰的結束而從大學退學並回到韓國，並進入陸軍軍官學校就讀。
朴泰俊与原韩国铁腕总统朴正熙是战友。1961年，朴正熙发动“5·16”军事政变时，朴泰俊给予了全力支持。1964年，37岁官至陆军少将的朴泰俊投身企业界。
1968年创建韩国首家钢铁企业浦项钢铁，并一直担任会长一职到1993年。浦项钢铁是韩国最大也是目前世界最大的钢铁企业，为韩国的工业化立下汗马功劳，使韩国一跃成为世界钢铁强国。1986年，朴泰俊为发展韩国高端工程技术人才捐资12亿美元创建了著名的浦項工科大學。建校以来，浦項工科大學在国际上一直享有很高的声誉，已经在世界百强新型大学中连续三年名列头筹。
1981年，他首次当选为韩国国会议员，后任自由民主联合总裁。
2000年1月13日出任韩国新任国务总理，同年5月18日因个人财产问题引起非议而宣布辞任总理，在任不到半年。
2011年12月13日，因病去世。同年12月17日上午9时30分在國立首爾顯忠院显忠馆以「社会葬」規格举辦遗体告别式，安葬於國立首爾顯忠院国家社会有功者陵园。

## 轶事
2004年12月韩国玄岩社出版的朴泰俊传记《世界钢铁第一人——朴泰俊》在不到一年的时间里加印三次，在韩国销售超过10万册，掀起热潮。该书的中文版2005年10月由中国检察出版社出版。